# 二氯化钼
二氯化钼是一种无机化合物，化学式为Mo6Cl12，有时简写为实验式MoCl2。这种化合物有着数百种衍生物，例如含有MoII阴离子的盐八氯合二钼酸钾（K4Mo2Cl8）。

## 结构
二氯化钼不具有典型的金属二卤化物（如氯化镉）的密排结构，而是形成了簇合物结构。二价钼可以形成很大的离子，并有倾向形成有金属-金属键的化合物，如金属簇合物。实际上，在前过渡金属（钛、钒、铬、锰族）中，金属的“低卤化物”（卤素/金属的比例<4）都是已知的。Mo6Cl12是聚合物，由立方的 Mo6Cl84+ 簇以氯原子配体桥联两个原子簇。这种化合物会形成阴离子[Mo6Cl14]2−。在这个离子里，每个钼原子都连接一个氯原子。Mo6簇处于八面体环境中，八个顶点为氯原子。所以，钼原子的配位环境中，有四个三桥氯、相邻四个钼源自，以及一个端基氯原子。

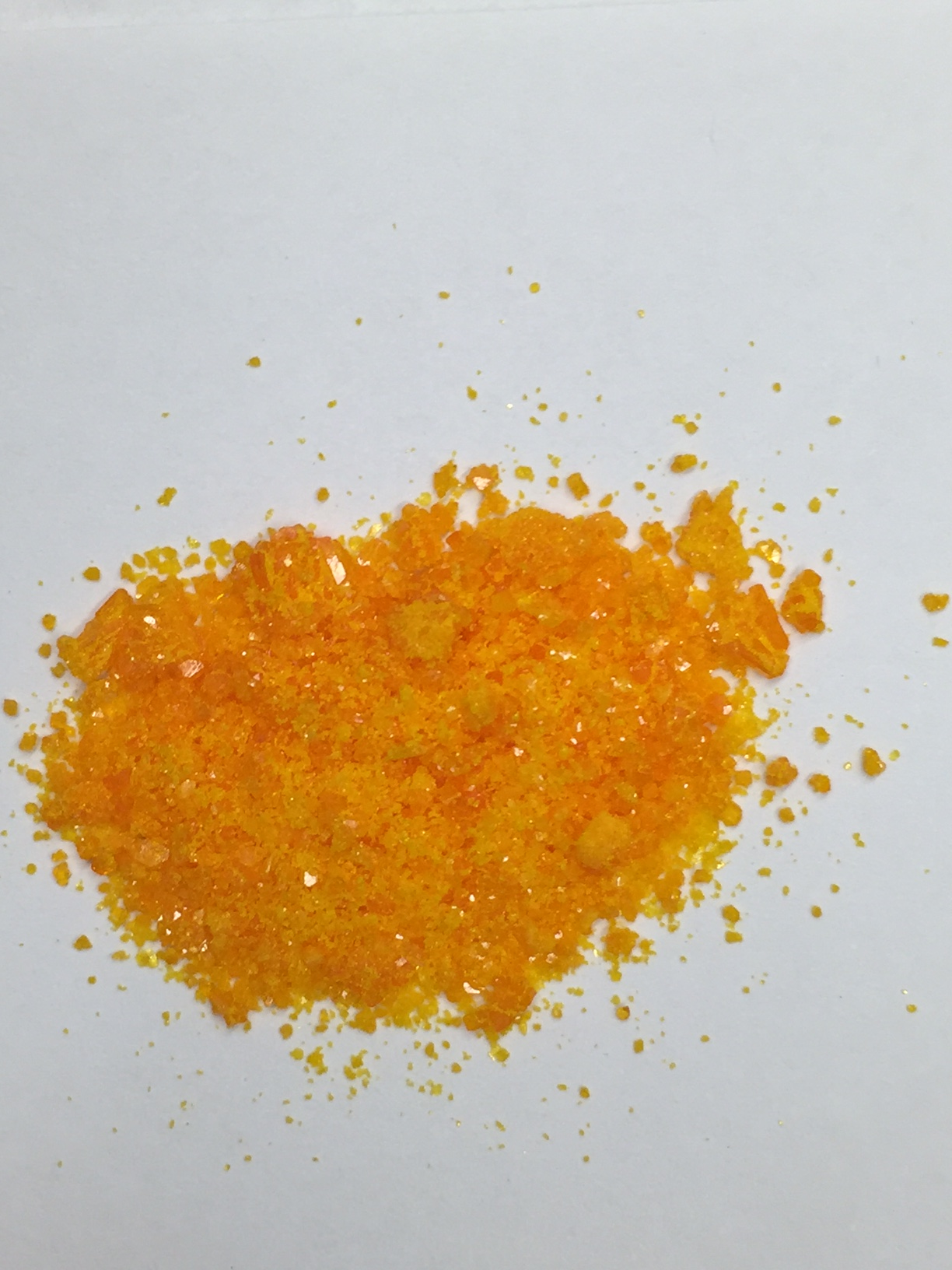
(NBu_{4})_{2}[Mo_{6}Cl_{14}]的样品

## 制备和反应
Mo6Cl12 可以由五氯化钼和金属钼化合而成:
12 MoCl5  + 18 Mo  → 5 Mo6Cl12
这个反应也会生成MoCl3和MoCl4，而它们也会被过量的金属钼还原。该反应在600~650 °C的管式炉中发生。
Mo6Cl12进行的许多反应都会保留Mo612+簇，如它和盐酸共热会产生(H3O)2[Mo6Cl14]。桥联的氯原子可以被其它基团取代：
(H3O)2[Mo6Cl14]  + 6 HI → (H3O)2[Mo6Cl8I6]  +  6  HCl
在极端环境下，14个氯原子都可以取代，形成含[Mo6Br14]2−或[Mo6I14]2−的盐。

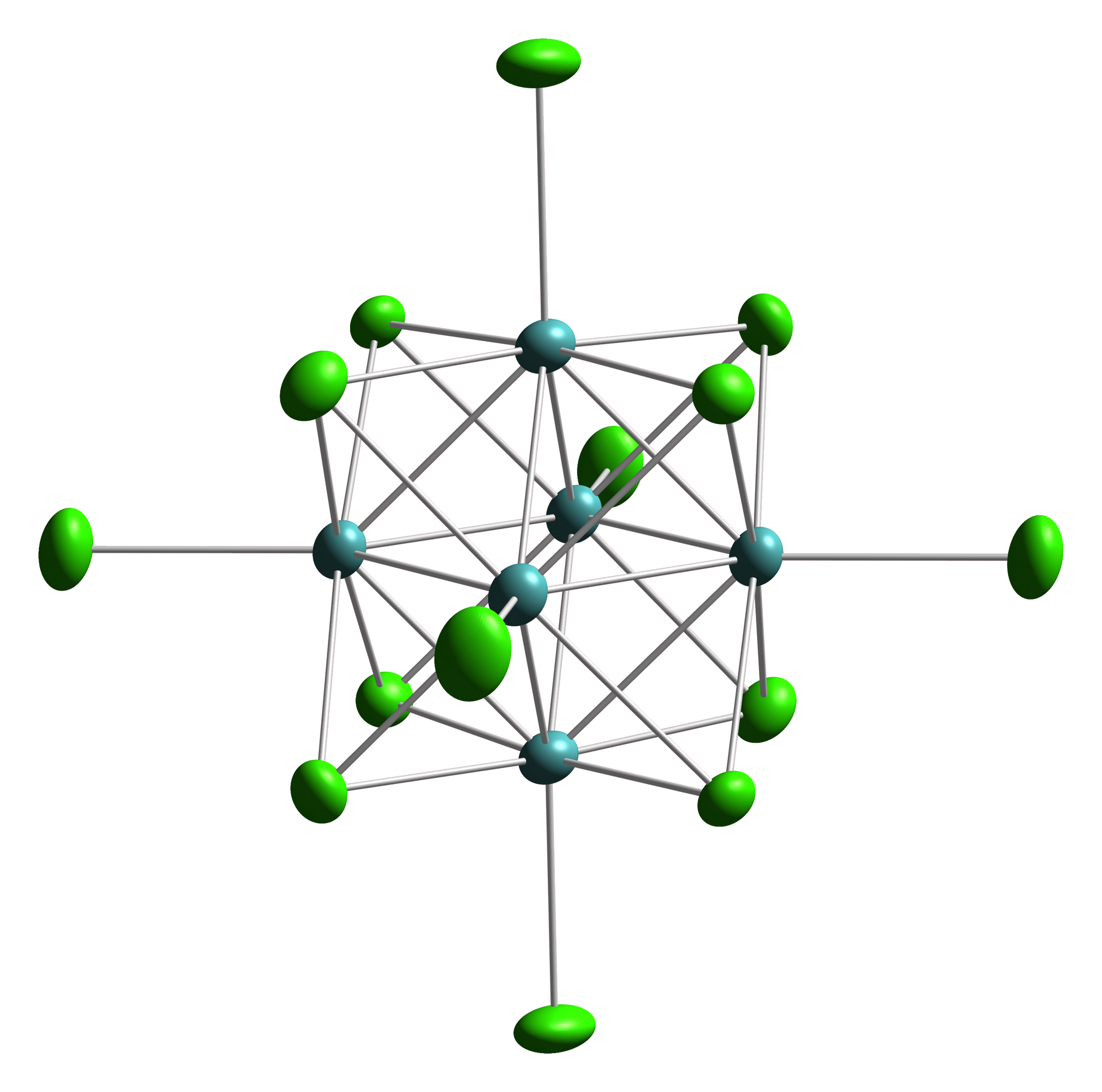
[Mo_{6}Cl_{14}]^{2−}离子的结构。

## 相关簇合物
[Mo6Cl14]2−有很多相关簇合物。钨的类似物质是已知的。Ta和Nb也会形成类似的簇合物。Ta6是一个八面体，氯原子则是在边角的位置。它的化学式为 [Ta6Cl18]4−。
硫化物和硒化物的类似物也是已知的。[Re6Se8Cl6]4−有和[Mo6Cl14]2−一样的价电子数。
Mo-S簇合物Mo6S8L6可通过在供体配体L存在下使硫化物源与Mo6Cl12反应，制备了“谢弗雷尔相”的类似物。 